# Gay skins
Pour les articles homonymes, voir Skins.
Les gay skins sont une sous-culture skinheads homosexuelle apolitique.

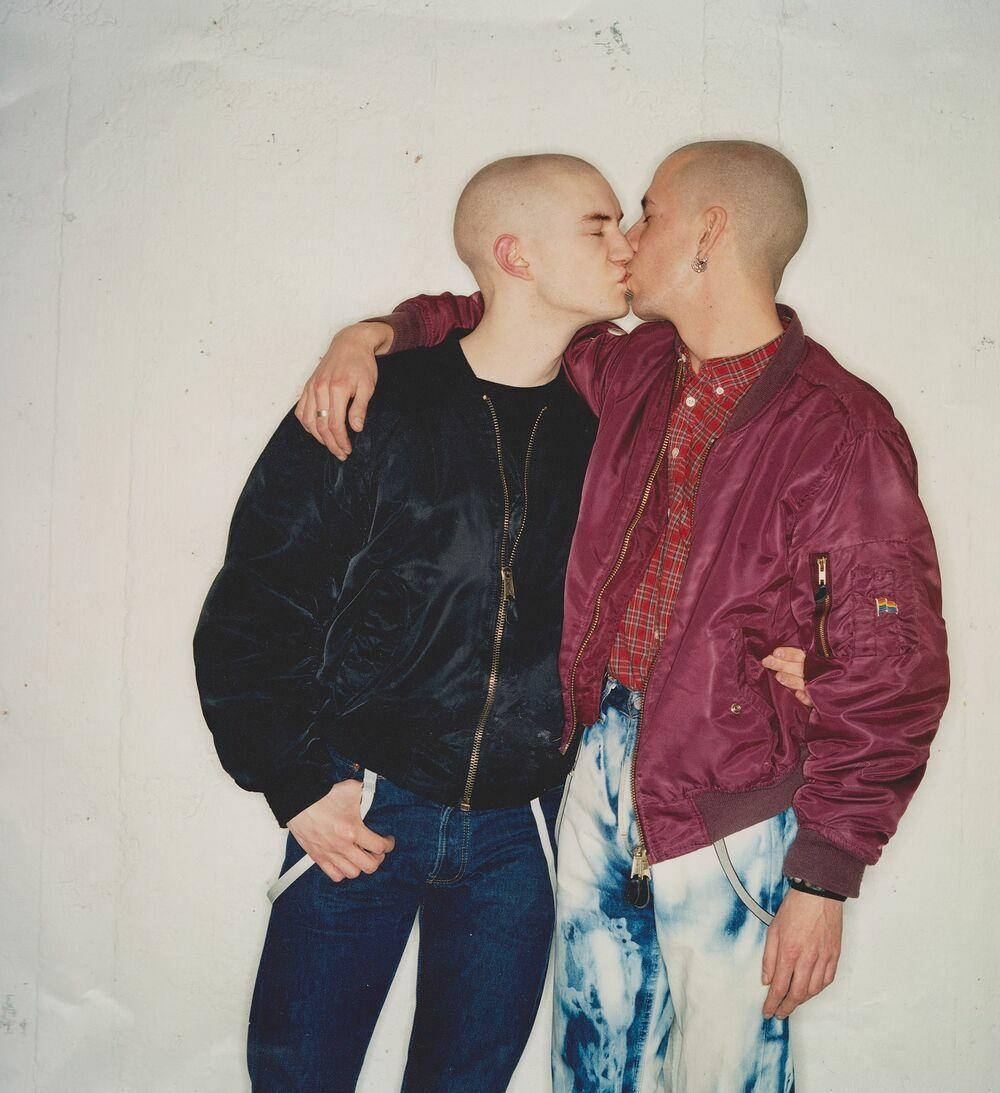
Les skinheads queer en 2000.